# Schablasee
Der Schablasee (bulgarisch Шабленско езеро/Schablensko esero) liegt in Nordostbulgarien, 4 km nordöstlich der bulgarischen Kleinstadt Schabla. Es handelt sich um einen Küstensee, eine Lagune (Liman), die durch einen Sandstreifen des Nordstrandes von Schabla vom Schwarzen Meer abgetrennt ist. Der küstennahe Schablasee, der unmittelbar hinter dem Strand liegt, hat eine Fläche von 0,8 km². Er ist 0,4 bis 4 m tief.
Der Schablasee und der 10 km weiter nördlich gelegene Durankulaksee (43° 40′ 11″ N, 28° 33′ 15″ O) (bei Durankulak) sind mit ihren großen angrenzenden Feuchtgebieten ein sehr wichtiges Biotop, unter anderem das Hauptüberwinterungsgebiet der Rothalsgans.
Der Schablasee ist sehr fischreich, es gibt unter anderem Wels, Karpfen, Brachse, Carassius, Rotfedern, Flussbarsche, Hechte, Zander und Grundeln. Wegen des sehr klaren Wassers im Schablasee gibt es dort auch Hechte, im Gegensatz zum Durankulaksee, wo das Wasser sehr trübe ist.

## Eserezsee
Der Schablasee besteht aus zwei Seen, einem nördlichen und einem südlichen, die durch einen 200 m langen künstlichen Kanal verbunden wurden. Der nördliche See wird auch als Eserezsee (43° 35′ 16″ N, 28° 33′ 46″ O) oder Eserezkosee (bulg. Езерецко езеро/Eserezko esero) bezeichnet, nach dem Dorf Eserez (bulg. Езерец), das unmittelbar östlich des Eserezsees liegt. Er ist durch einen 30 bis 50 m breiten Sandstreifen vom Meer getrennt. Während der südliche See, der eigentliche Schablasee, durch einen 200 m breiten Sand- und Sumpfstreifen vom Meer getrennt ist. Der Eserezsee umfasst eine Fläche von 0,7 km² und ist bis zu 9 m tief, er enthält etwa 2,5 Mill. m² Wasser. Sein Wasser wird zur Bewässerung verwendet. Der Eserezsee ist in seiner westlichen Hälfte mit Süßwasser gefüllt und in seiner östlichen Hälfte mit salzhaltigem Meerwasser.

## Schablenska-Tuslasee
Während der Schabla- und der Eserezkosee direkt im Hinterland des Nordstrandes liegen, gibt es am Südende des Nordstrandes einen weiteren kleineren See, den Schablenska-Tuslasee (43° 33′ 32″ N, 28° 35′ 25″ O) (bulg. Шабленска тузла) – von türkisch Tuzlar (tuzu) für Salz; etwa Schabla-Salzsee. Der etwa 400 × 400 m große Schablenska-Tuslasee ist durch einen 100 m breiten Sandstreifen vom Meer getrennt. Der Schablenska-Tuslasee ist auch eine vom Meer abgetrennte Lagune. Er wird vom Meerwasser gespeist, dass durch die Sanddünen sickert. Seine mittlere Tiefe beträgt 0,6 m und er ist schwach salzig. Sein mittlerer Salsgehalt 0,004 %. Zum Vergleich: der Salzgehalt des Schwarzen Meeres beträgt 1,7 % und im Atlantischen Ozean 3,5 % (siehe auch Brackwasser). Der Schablenska-Tuslasee ist an seinen Ufern mit Schilf bewachsen, im See leben salzliebende Algen. Am See wurden 41 Arten von Brutvögeln und 13 Arten seltene Pflanzen gezählt.

## Bedeutung und Schutzgebiet
Alle drei Seen (Schablasee, Eserezsee und Schablenska-Tuslasee) werden sowohl von kleineren Süßwasserzuflüssen, als auch von durchsickerndem Salzwasser des Schwarzen Meeres gespeist. Das Wasser der Seen ist deshalb etwas salzig. Nach anderen Angaben erfolgt auch der Süßwasserzufluss ausschließlich durch Grundwasser.
Die Seen und ihre Umgebung zählen zu den wichtigsten Feuchtgebieten in Bulgarien. Hier kommen viel bedrohte Vogelarten vor, von diesen sind 70 Arten im Rotbuch der bedrohten Arten Bulgariens aufgeführt. Auch für die Erhaltung der Fischotter hat das Feuchtgebiet eine große Bedeutung. Die Seen sind ein wichtiger Rastplatz am Nord-Süd Migrationsweg der Zugvögel, der Via Pontica.
Der Schablasee ist seit 1979 unter Naturschutz gestellt. Nach der Ramsar-Konvention zum Schutz von Feuchtgebieten wurde der See und die Umgebung des Sees zum Schutzgebiet erklärt. Die geschützte Fläche (Geschütztes Gebiet; bulg. защитена местност; kuz: ЗМ) umfasst 530 Hektar am Schablasee (einschließlich Eserezsee) und 350 Hektar am Durankulaksee.
Der Schablasee ist Brutgebiet für über 100.000 Wildgänse. Die Rothalsgänse machen rund 60 % der Gänse in diesen Seen aus. Dort sind seltene Exemplare der weltweiten Ornitofauna, wie die Rothalsgans oder der Singschwan anzutreffen. Auch der Rosapelikan kommt hier vor.
Das Gebiet ist in der Liste der ornithologischen Schutzgebiete Europas aufgeführt. Die ökologische Bedeutung des Gebietes besteht hauptsächlich darin, dass sich hier die wichtigsten Überwinterungsquartiere für die weltweit bedrohte Rothalsgans befinden.
Der Text der Anordnung für das Schutzgebiet lautet:
„Geschütztes Gebiet Schablasee. 531,2 ha, Mit der Anordnung Nr. 31 vom 24. Januar 1995 des Ministeriums für Umwelt und Wasser wurde das Gebiet zum geschützten Gebiet erklärt: Das geschützte Gebiet umfasst den Schablasee und den Eserezsee, die durch einen Kanal miteinander verbunden sind, ebenso die angrenzenden Sanddünen, Grasflächen, Waldflächen und angepflanzten Strauchflächen. Es handelt sich um eine der am besten erhaltenen küstennahen Feuchtgebiete in Bulgarien für den Schutz von mehr als 230 endemischen seltenen oder vom Aussterben bedrohten Pflanzen und Tieren. Das Feuchtgebiet ist:
- Teil des weltweit größten Überwinterungsgebietes des Rothalsgans (Branta ruficollis) und eines der wichtigsten Orte in Europa für das Überwintern der Blässgans (Anser albifrons)
- Lebensraum für wichtige Populationen folgender Arten, die für den Naturschutz von Bedeutung sind: Syrische Schaufelkröte (Pelobates syriacus), Rohrweihe (Circus aeruginosus), Seeregenpfeifer (Charadrius alexandrinus), Feldrohrsänger (Acrocephalus agricola), Schwarzstirnwürger (Lanius minor) und Fischotter (Lutra lutra)
- der einzige Ort an der nördlichen bulgarischen Schwarzmeerküste, an dem folgende Pflanzensorten vorkommen: Weiße Seerose (Nymphaea alba) und Gelbe Teichrose (Nuphar lutea)

Objekt der Ramsar-Konvention: Im geschützten Gebiet ist es verboten:
- jegliche Arten von Tiere zu beunruhigen, zu verfolgen, zu töten, zu fangen oder ihren Lebensraum zu zerstören
- Wasser direkt aus dem See zu Bewässerungszwecken abzupumpen
- das Wasser und seine Umgebung mit Schadstoffen und Abfällen zu verschmutzen
- Bautätigkeit, Bergbau und ähnliche Tätigkeiten, mit denen das natürliche Aussehen der Gegend und der Wasserkreislauf gestört wird
- das Betreiben von Segelbooten, Motorbooten und Ruderbooten
- die Jagd
- industrieller Fischfang und Unterwasserfischfang
- das Hobbyangeln außerhalb der gekennzeichneten Stellen
- das Anpflanzen von für die Gegend untypischen Bäumen
- das Weiden von Haustieren außerhalb der gekennzeichneten Flächen
- das Düngen mit Kunstdünger und der Einsatz von chemischen Präparaten
- das Abbrennen von Stoppelfeldern

Die Bewachung erfolgt durch die Regionaldirektion für Umwelt und Wasser - Warna“
Die Ufer der Seen sind fast vollständig mit Schilfrohr (Phragmites australis), Schmalblättrigem Rohrkolben (Typha angustifolia) und Breitblättrigem Rohrkolben (Typha latifolia) zugewachsen. Diese Pflanzen bilden den Lebensraum für die Wasservögel am See. Von Zeit zu Zeit wird das Schilf in den Seen gemäht, damit sie nicht verlanden. Auch wird aus diesen drei Seen Heilschlamm gewonnen. Der Schlamm ist schwarz mit dem unangenehmen Geruch von Schwefelwasserstoffen.

## Vögel
An den beiden Schablaseen wurden 260 Vogelarten gezählt, davon 70 Vogelarten, die im Rotbuch Bulgariens von 1985 aufgezählt werden. Laut BirdLife International (2004) sind von den angetroffenen Arten 111 Arten von Bedeutung für den europäischen Naturschutz. In die Kategorie SPEC1 (vom weltweiten Aussterben betroffen) fallen 13 Arten. In die Kategorie SPEC2 (vom Aussterben in Europa betroffen) fallen 26 Arten. In die Kategorie SPEC3 fallen 72 Arten.
Das Gebiet hat eine strategische Bedeutung für die Erhaltung der weltweit bedrohten Rothalsgans (Branta ruficollis), insbesondere als Winterquartier, da der See im Winter, gemeinsam mit dem Durankulaksee, fast die gesamte weltweite Population der Rothalsgans beherbergt. Auch eine große Population der Blässgans (Anser albifrons) und einzelne Exemplare der weltweit bedrohten Zwerggans (Anser erythropus) überwintern dort. Im Winter gibt es an dem See ebenfalls viele Singschwäne (Cygnus cygnus) und Stockenten (Anas platyrhynchos).
Die Seen sind wichtige Durchzugsetappen für Schreitvögel (Ciconiiformes), Gänsevögel (Anseriformes) und Regenpfeiferartige (Charadriiformes). Im Herbst und Winter sieht man dort einige weltweit bedrohte Vogelarten, wie Krauskopfpelikan (Pelecanus crispus), Zwergscharbe (Phalacrocorax pygmaeus), Zwerggans (Anser erythropus), Moorente (Aythya nyroca), Weißkopf-Ruderente (Oxyura leucocephala), Tafelenten (Aythya ferina) und den Schelladler (Aquila clanga).
Die Zwergscharbe kommt in bedeutender Zahl vor, sowohl während der Vogelzugzeit als auch im Winter. An den Seen brüten zwei wichtige Arten, die Moorente (Aythya nyroca) und der Wachtelkönig (Crex crex). In größerer Zahl vermehren sich dort auch einer Anzahl seltener und bedrohter Vogelarten: der Seeregenpfeifer (Charadrius alexandrinus) und der Schwarzstirnwürger (Lanius minor). Die Seen sind einer der wichtigsten Orte Bulgariens, an denen der brütende Seeregenpfeifer (Charadrius alexandrinus) Zuflucht findet, ebenso die Rotflügel-Brachschwalbe (Glareola pratincola), der Stelzenläufer (Himantopus himantopus), die Zwergseeschwalbe (Sterna albifrons) und der Rotfußfalke (Falco vespertinus).

## Wilderei
Ein Problem stellt die Wilderei an den Seen dar. So wird in Bulgarien beispielsweise am Nikulden, dem Feiertag des Heiligen Nikolaus von Myra am 6. Dezember, traditionell Fisch verzehrt, da er auch der Schutzheilige der Fischer ist. Zu dieser Zeit fischen organisierte Banden besonders intensiv mit Netzen in den Seen.
Obwohl die Jagd innerhalb einer 100-m-Schutzzone um den Schablasee, Eserezsee und Durankulaksee verboten ist, wird insbesondere im Dezember häufig auf die Vögel geschossen. So haben Vogelschützer des Bulgarischen Vogelschutzverbandes (Българско дружество за защита на птиците, БДЗП, engl. Bulgarian Society for the Protection of Birds, BSPB) bis zu 276 Schüsse am Tag gezählt und die Anwesenheit von 25 Jägern in der Schutzzone registriert.
Die Gemeinde Schabla bemüht sich, den Ökotourismus an den Seen zu fördern, da diese Art von Touristen als besonders zahlungskräftig identifiziert wurden.